# Matías Claudio Cuffa
Matías Claudio Cuffa (Alta Gracia, 10 de marzo de 1981) es un futbolista y entrenador argentino .